# Glocals.com
Glocals.com est une communauté anglophone en ligne, créée à Genève, Suisse en 2007, destinée prioritairement à la communauté expatriée. Elle permet à ses membres de se rencontrer, d’organiser des activités et de partager de l’information. D’abord baptisé Genevaonline, le site web a changé de nom en 2007 pour devenir Glocals, alors qu’il avait étendu ses activités à Zurich, Lausanne, Berne et Bâle. En novembre 2010, les créateurs de la communauté ont créé un site d’achats groupés, visant la clientèle expatriée.

## Histoire
Le site Glocals.com a été lancé en 2007 par deux frères israéliens, Nir and Oded Ofek, sous le nom GenevaOnline. Ils avaient déjà créé un site web, Sindy.ch, à travers lequel ils organisaient des soirées pour expatriés à Genève. Alors que les communautés en ligne gagnaient en importance, ils ont décidé de créer un site web en anglais, permettant à des expatriés et des locaux de la région de Genève de se rencontrer, d’organiser des activités et de partager de l’information.  La version beta du site genevaonline a été lancée pendant l’été 2005 et le lancement officiel du site a eu lieu en mars 2006. En juin 2007, le site a atteint 10 000 membres, entre Genève et Lausanne. En août 2007, les fondateurs ont décidé d’étendre leurs activités dans d’autres villes suisses : Zurich, Bâle et Berne. Cela les a conduits à adopter un nouveau nom : Glocals, une combinaison des mots « global » et « local ». En décembre 2007, Glocals a été l’un des cinq finalistes de l’Open Web Awards, organisé par mashable.com, dans la catégorie « Niche or miscellaneous social networks ».[pertinence contestée] En novembre 2010, les créateurs de la communauté ont créé un site d’achats groupé, visant la clientèle expatriée. Grâce à son lien avec Glocals, il dispose d’un réservoir substantiel de membres.

## Membres
Le 24 février 2013, le site comptait 83 865 membres, répartis entre Genève, Zurich, Lausanne, Berne, Bâle et Lucerne. En raison du renouvellement constant de la communauté expatriée, tous ne sont cependant plus actifs. Seules les personnes de plus de 23 ans peuvent devenir membres et l’âge moyen est de 32 ans. Les pays d’origine des membres les plus représentés sont le Royaume-Uni (11 %), la Suisse (10 %), les États-Unis (8 %), la France (8 %) et l’Allemagne (6 %).

## Site web
Le cœur du site est la possibilité, pour n’importe quel membre, d’organiser une activité et d’y inviter d’autres membres. De 10 à 12 activités sont proposées chaque jour en moyenne, avec des pics en fin de semaine. Le site a également d’autres sections:
- Un marché virtuel, où les membres peuvent publier de petites annonces pour des logements ou la vente / l’achat d’objets
- Des forums de discussion
- Des guides, dans lesquels les membres peuvent écrire des critiques de restaurants, bars, sociétés de services, magasins…
- Un calendrier d’événements publics et non organisées par les membres
- Une section dans laquelle les membres peuvent publier des photos d’activités
- Des offres spéciales d’entreprises partenaires aux membres
- Des outils permettant de créer un réseau d’amis, d’envoyer des messages, etc.

## Modèle d'affaires
Glocals est une société à responsabilité limitée inscrite au registre du commerce du canton de Genève depuis février 2007. Le modèle d’affaires repose sur le fait que des personnes nouvellement arrivées en Suisse ont besoin de différents services (assurances, garage, coiffeur…). Glocals a créé un réseau de fournisseurs de services qu’il juge fiables et capables de délivrer des services en anglais. Ces partenaires font de la publicité sur Glocals, générant des revenus pour la société. Avec le lancement du site d'achats groupés, Glocals a capitalisé sur son réservoir substantiel de membres pour alimenter un site plus directement commercial.